# Перехват (баскетбол)

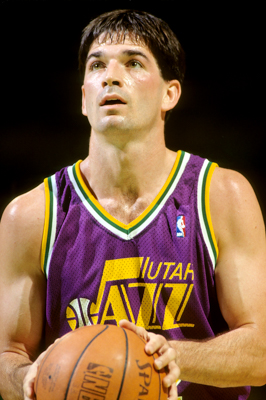
Джон Стоктон — лидер в истории НБА по количеству перехватов (3265)

Перехва́т (англ. steal) — в баскетболе действия игрока обороны по завладению мячом. Перехват мяча выполняется при  передаче игроков атаки. При утрате контроля над мячом атакующей команде вследствие перехвата защитниками в статистическом отчете матча записывается потеря. После перехвата мяча защищающаяся команда имеет шанс перейти в быстрый прорыв и набрать «лёгкие» очки.

## Перехват мяча при передаче
Если нападающий ждёт мяч на месте, не выходит ему навстречу, то перехватить его сравнительно нетрудно: следует ловить мяч одной или двумя руками в прыжке после рывка. Если нападающий быстро выходит на мяч, защитнику нужно на коротком расстоянии опередить соперника на пути к летящему мячу. Плечом и руками он отрезает прямой путь соперника к мячу и овладевает им. Для того чтобы не столкнуться с нападающим — защитник проходя вплотную к нему, должен несколько отклониться в сторону. После овладения мячом ему необходимо сразу же перейти на ведение, чтобы избежать пробежки.

## Перехват мяча при ведении
Если нападающий ведет мяч слишком высоко и не прикрывает корпусом, то перехватить его сравнительно нетрудно: следует выбить мяч одной или двумя руками после рывка.
Для эффективного перехвата игроку необходимо занять позицию на возможном пути передачи соперника. В основном, перехваты — прерогатива задней линии команды — атакующего защитника, разыгрывающего защитника и легких форвардов. Тем не менее игроки большого роста могут тоже делать перехваты наряду с защитниками, так центровой Хаким Оладжьювон по статистике делал в среднем по одному перехвату за игру. Чтобы перехватывать мяч нужно обладать хорошим пониманием игры и чувством правильной позиции.

## Статистика по перехватам
Перехваты впервые начали подсчитывать в НБА в сезоне 1973/74, также как и в ABA регистрировать перехваты стали в течение того же сезона.
Кендалл Джилл и Ларри Кеньон сделали наибольшее количество перехватов в игре регулярного сезона НБА — по одиннадцать. Кеньон установил рекорд 26 декабря 1976 года, а Джилл повторил его 3 апреля 1999 года.

## Лучшие по перехватам в НБА

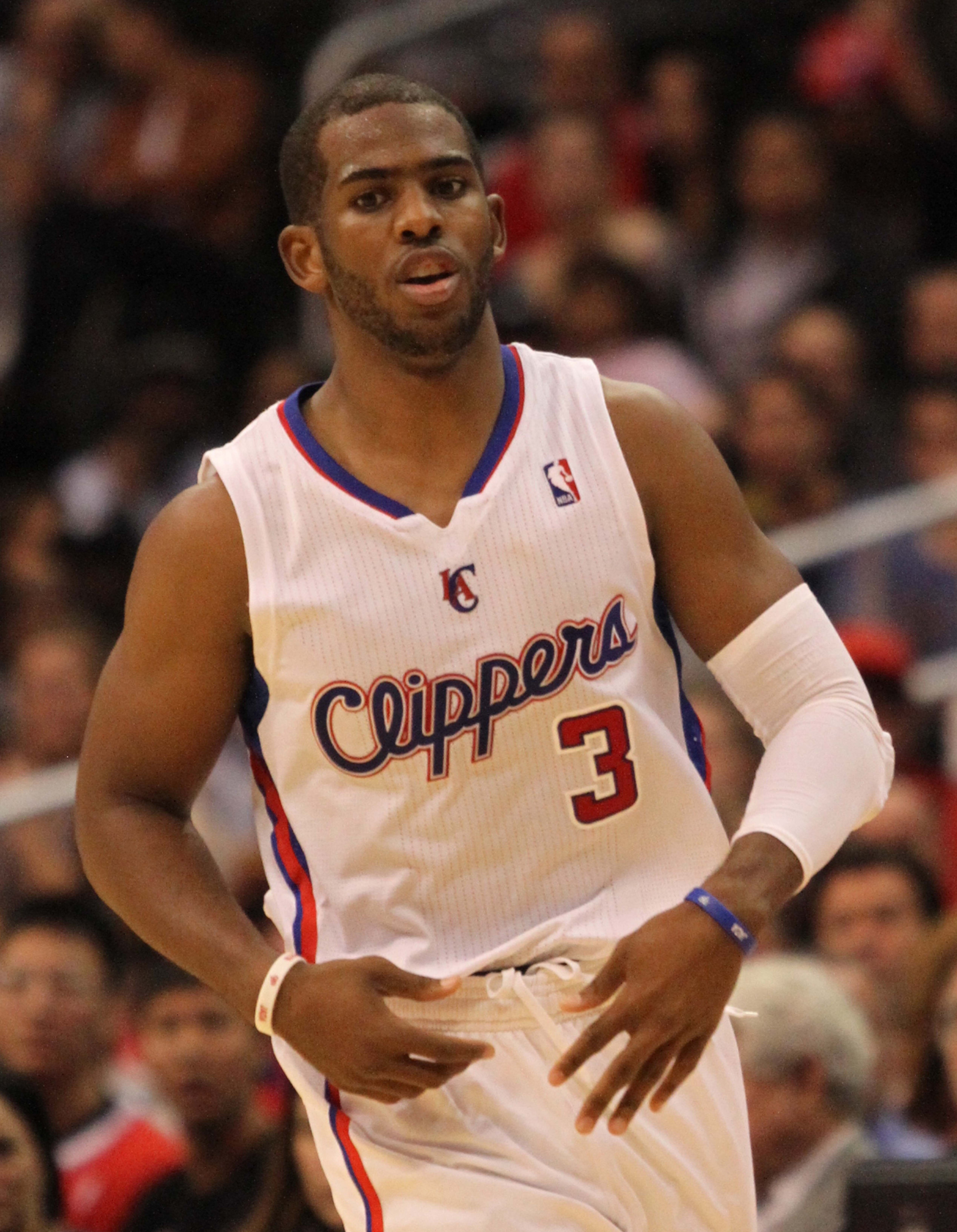
Лидер по перехватам среди всех действующих игроков Крис Пол 10 раз за карьеру делал за сезон 2 и более перехвата в среднем за матч

- Джон Стоктон — лидер в истории НБА по перехватам за карьеру — 3265
- Элвин Робертсон — 301 перехват за сезон 1985/86 НБА, а также 2,71 перехвата в среднем за игру в течение карьеры.
- Морис Чикс — 2,1 перехвата в среднем за матч за карьеру в НБА.
- Майкл Джордан — возглавлял список лучших игроков по перехватам НБА трижды (как и Элвин Робертсон).
- Крис Пол шесть раз за семь сезонов (2007/08 — 2013/14) становился лучшим по перехватам в НБА

## Лидеры по перехватам в истории НБА
Синим выделены действующие игроки
| №  | Игрок            | Перехваты | Игр  | В ср. |
| -- | ---------------- | --------- | ---- | ----- |
| 1  | Джон Стоктон     | 3265      | 1504 | 2,17  |
| 2  | Крис Пол         | 2717      | 1354 | 2,01  |
| 3  | Джейсон Кидд     | 2684      | 1391 | 1,93  |
| 4  | Майкл Джордан    | 2717      | 1072 | 2,35  |
| 5  | Гэри Пэйтон      | 2445      | 1335 | 1,83  |
| 6  | Леброн Джеймс    | 2345      | 1562 | 1,50  |
| 7  | Морис Чикс       | 2310      | 1101 | 2,10  |
| 8  | Скотти Пиппен    | 2307      | 1178 | 1,96  |
| 9  | Клайд Дрекслер   | 2207      | 1086 | 2,03  |
| 10 | Хаким Оладжьювон | 2162      | 1238 | 1,75  |
| 11 | Элвин Робертсон  | 2112      | 779  | 2,71  |
| 12 | Карл Мэлоун      | 2085      | 1476 | 1,41  |
| 13 | Муки Блэйлок     | 2075      | 889  | 2,33  |
| 14 | Аллен Айверсон   | 1983      | 914  | 2,17  |
| 15 | Дерек Харпер     | 1957      | 1199 | 1,63  |
| 16 | Расселл Уэстбрук | 1955      | 1237 | 1,58  |
| …  | …                | …         | …    | …     |
| 26 | Джеймс Харден    | 1715      | 1151 | 1,49  |
| 37 | Майк Конли       | 1603      | 1172 | 1,37  |
| 43 | Стефен Карри     | 1553      | 1026 | 1,51  |
| 46 | Пол Джордж       | 1539      | 908  | 1,69  |